# Andrei Sokolow (Eishockeyspieler)
Andrei Pawlowitsch Sokolow (russisch Андрей Павлович Соколов; * 22. Januar 1968 in Ust-Kamenogorsk, Kasachische SSR) ist ein ehemaliger kasachischer Eishockeyspieler, der in seiner aktiven Zeit von 1987 bis 2005 unter anderem Russischer Meister mit dem HK Metallurg Magnitogorsk wurde. Seit seinem Karriereende arbeitet er als Trainer. Sein Sohn Konstantin ist ebenfalls Eishockeyspieler.

## Karriere
Andrei Sokolow begann seine Karriere als Eishockeyspieler in seiner Heimatstadt bei Torpedo Ust-Kamenogorsk, für dessen Profimannschaft er in der Saison 1987/88 sein Debüt in der höchsten sowjetischen Spielklasse gab. Die folgende Spielzeit verbrachte der Verteidiger in der zweiten Mannschaft von HK Sibir Nowosibirsk, ehe er weitere fünf Jahre bei Torpedo Ust-Kamenogorsk verbrachte. Während der Saison 1993/94 absolvierte er zudem drei Spiele für die Detroit Falcons aus der Colonial Hockey League. Im Sommer 1994 wurde der Kasache vom HK Metallurg Magnitogorsk aus der russischen Superliga verpflichtet.
Mit Magnitogorsk gewann er auf europäischer Ebene 1999 und 2000 jeweils die European Hockey League. Zudem wurde er 1999 und 2001 Meister, sowie 1998 Pokalsieger mit Metallurg. In den Jahren 1998 und 2004 scheiterte der Linksschütze jeweils erst im Playoff-Finale mit den Russen. Im Anschluss an die Saison 2004/05 beendete er im Alter von 37 Jahren seine Karriere.
Ab 2006 arbeitete er als Trainer bei Metallurg Magnitogorsk. Während der Saison 2011/12 wechselte er zu Metallurg Nowokusnezk, wo er Assistenztrainer war. Zudem betreute er die kasachische Nationalmannschaft als Co-Trainer. Anschließend war er von 2012 bis 2016 Assistenztrainer bei Ak Bars Kasan, ehe er in gleicher Position zum HK Jugra Chanty-Mansijsk wechselte. Im September 2016 wurde er dann zum Cheftrainer von Jugra befördert, ehe im Dezember mit Andrei Rasin ein neuer Cheftrainer inklusive neuem Trainerstab vorgestellt wurde und Sokolow arbeitslos wurde.
Zwischen 2017 und 2019 war Sokolow Assistenztrainer beim HK Traktor Tscheljabinsk, anschließend war er bis Oktober 2019 in gleicher Position bei Awtomobilist Jekaterinburg beschäftigt.
Ab November 2020 betreute Sokolow die Stalnje Lisy Magnitogorsk aus der MHL als Assistenztrainer, anschließend ab September 2021 Amur Chabarowsk aus der KHL in gleicher Position. Zur Saison 2022/23 kehrte er zu Metallurg Magnitogorsk zurück, wo er ebenfalls als Co-Trainer agiert.

### International
Für Kasachstan nahm Sokolow an den C-Weltmeisterschaften 1993 und 1994, sowie der B-Weltmeisterschaft 2003 teil. Des Weiteren stand er im Aufgebot Kasachstans bei der A-Weltmeisterschaft 2005, sowie bei den Olympischen Winterspielen 1998 in Nagano.

## Erfolge und Auszeichnungen
- 1998 Russischer Vizemeister mit dem HK Metallurg Magnitogorsk
- 1998 Russischer Pokalsieger mit dem HK Metallurg Magnitogorsk
- 1999 Russischer Meister mit dem HK Metallurg Magnitogorsk
- 1999 European-Hockey-League-Gewinn mit dem HK Metallurg Magnitogorsk
- 2000 European-Hockey-League-Gewinn mit dem HK Metallurg Magnitogorsk
- 2001 Russischer Meister mit dem HK Metallurg Magnitogorsk
- 2003 Aufstieg in die Top Division bei der Weltmeisterschaft der Division I
- 2004 Russischer Vizemeister mit dem HK Metallurg Magnitogorsk